# Sindaci di Imola
Di seguito l'elenco cronologico dei sindaci di Imola e delle altre figure apicali equivalenti che si sono succedute nel corso della storia.

## Regno d'Italia (1861-1946)
| Sindaci nominati dal governo (1860-1889)                   | Sindaci nominati dal governo (1860-1889) | Sindaci nominati dal governo (1860-1889) | Sindaci nominati dal governo (1860-1889) | Sindaci nominati dal governo (1860-1889) | Sindaci nominati dal governo (1860-1889) | Sindaci nominati dal governo (1860-1889)             |
| Nominativo                                                 | Nominativo                               | Partito                                  | Partito                                  | Mandato                                  | Mandato                                  | Elezione                                             |
| Nominativo                                                 | Nominativo                               | Partito                                  | Partito                                  | Inizio                                   | Fine                                     | Elezione                                             |
| ---------------------------------------------------------- | ---------------------------------------- | ---------------------------------------- | ---------------------------------------- | ---------------------------------------- | ---------------------------------------- | ---------------------------------------------------- |
|                                                            | Giuseppe Scarabelli                      | ?                                        | ?                                        | 1860                                     | 1866                                     |                                                      |
|                                                            | Pietro Toschi                            | ?                                        | ?                                        | 1866                                     | 1867                                     |                                                      |
|                                                            | Giovanni Codronchi Argeli                |                                          | Destra storica                           | Dicembre 1867                            | Ottobre 1876                             |                                                      |
|                                                            | Alessandro Alessandretti                 | ?                                        | ?                                        | 1876                                     | 1885                                     |                                                      |
|                                                            | Luigi Zappi Ceroni                       |                                          | Destra storica                           | 1885                                     | 1889                                     |                                                      |
| Sindaci eletti dal Consiglio comunale (1889-1926)          |                                          |                                          |                                          |                                          |                                          |                                                      |
| Nominativo                                                 | Nominativo                               | Partito                                  | Partito                                  | Mandato                                  | Mandato                                  | Elezione                                             |
| Nominativo                                                 | Nominativo                               | Partito                                  | Partito                                  | Inizio                                   | Fine                                     | Elezione                                             |
|                                                            | Ugo Tamburini                            | [ 2 ]                                    | [ 2 ]                                    | 1889                                     | 1890                                     | Elezioni 27 ottobre 1889                             |
|                                                            | Cesare Mirri                             | [ 2 ]                                    | [ 2 ]                                    | 1891                                     | 7 agosto 1895                            | Elezioni 1891                                        |
| 7 agosto 1895                                              | Cesare Mirri                             | [ 2 ]                                    | [ 2 ]                                    | 1897                                     | Elezioni 1895                            |                                                      |
|                                                            | Francesco (detto Franco) Linguerri       | ?                                        | ?                                        | 1897                                     | Elezioni 1895                            | 1897                                                 |
|                                                            | Filippo Muscianisi                       | ?                                        | ?                                        | 1898                                     | Elezioni 1895                            | 1898                                                 |
|                                                            | Antonio Carranti                         | Commissario prefettizio                  | Commissario prefettizio                  | 1898                                     | 1901                                     | [ 3 ]                                                |
|                                                            | Alfredo Xella                            |                                          | Partito Socialista Italiano              | 1901                                     | 1905                                     | Elezioni 28 luglio 1901                              |
|                                                            | Luigi Molinari                           | ?                                        | ?                                        | 1906                                     | 1910                                     | Elezioni 8 luglio 1906 Confermato il 28 giugno 1908. |
|                                                            | Alfredo Xella (seconda volta)            |                                          | Partito Socialista Italiano              | 1910                                     | 1912                                     | Elezioni 1910                                        |
|                                                            | Attilio Morara Prosindaco                |                                          | Partito Socialista Italiano              | 1912                                     | 1914                                     | Elezioni 1910                                        |
|                                                            | Luigi Molinari (seconda volta)           | ?                                        | ?                                        | 1914                                     | giugno 1915                              | Elezioni 26 luglio 1914                              |
|                                                            | Pietro Schenini                          | Commissario prefettizio                  | Commissario prefettizio                  | 1915                                     | 1917                                     | -                                                    |
|                                                            | Romualdo Pintor Mameli                   | Commissario prefettizio                  | Commissario prefettizio                  | 1917                                     | 1918                                     | -                                                    |
|                                                            | Nicola Continanza                        | Commissario prefettizio                  | Commissario prefettizio                  | 1919                                     | 1919                                     | -                                                    |
|                                                            | Nicola Falanga                           | Commissario prefettizio                  | Commissario prefettizio                  | 1919                                     | 1920                                     | -                                                    |
|                                                            | Giulio Miceti (1893-1986)                |                                          | Partito Socialista Italiano              | 16 ottobre 1920                          | 30 giugno 1921                           | Elezioni 26 settembre 1920                           |
|                                                            | Italo Ballarini                          | Commissario prefettizio                  | Commissario prefettizio                  | 3 ottobre 1921                           | 12 ottobre 1922                          | -                                                    |
|                                                            | Amilcare Gibertini                       | Commissario prefettizio                  | Commissario prefettizio                  | 12 ottobre 1922                          | dicembre 1922                            | -                                                    |
|                                                            | Annibale Ginnasi Poggiolini (1889-1971)  |                                          | Destra                                   | 7 gennaio 1923                           | 1927                                     | Elezioni 17 dicembre 1922                            |
| Podestà nominati dal governo (1926-1945)                   |                                          |                                          |                                          |                                          |                                          |                                                      |
| Nominativo                                                 | Nominativo                               | Partito                                  | Partito                                  | Mandato                                  | Mandato                                  | Elezione                                             |
| Nominativo                                                 | Nominativo                               | Partito                                  | Partito                                  | Inizio                                   | Fine                                     | Elezione                                             |
|                                                            | Annibale Ginnasi Poggiolini (1889-1971)  |                                          | Partito Nazionale Fascista               | febbraio 1927                            | 1936                                     | Nomina regia                                         |
|                                                            | Angelo Buzzi Langhi Giuseppe Portoghese  | Commissione prefettizia                  | Commissione prefettizia                  | 11 gennaio 1936                          | 1936                                     | -                                                    |
|                                                            | Stefano Padovani                         |                                          | Partito Nazionale Fascista               | 1936                                     | 1943                                     | Nomina regia                                         |
|                                                            | Adelchi Valente                          | Commissario prefettizio                  | Commissario prefettizio                  | 6 settembre 1943                         | ottobre 1943                             | -                                                    |
|                                                            | Carmelo Bivona                           | Commissario prefettizio                  | Commissario prefettizio                  | ottobre 1943                             | 1943                                     | -                                                    |
|                                                            | Valentino Pirazzoli Carlo Ponzi          | Commissione prefettizia                  | Commissione prefettizia                  | 22 agosto 1944                           | 1944                                     | -                                                    |
| Sindaci del periodo costituzionale transitorio (1945-1946) |                                          |                                          |                                          |                                          |                                          |                                                      |
| Nominativo                                                 | Nominativo                               | Partito                                  | Partito                                  | Mandato                                  | Mandato                                  | Elezione                                             |
| Nominativo                                                 | Nominativo                               | Partito                                  | Partito                                  | Inizio                                   | Fine                                     | Elezione                                             |
|                                                            | Giulio Miceti (1893-1986)                |                                          | Partito Socialista Italiano              | 14 aprile 1945                           | 24 marzo 1946                            | Nominato dal prefetto su indicazione del CLN.        |

## Repubblica italiana (dal 1946)
| Sindaci eletti dal Consiglio comunale (1946-1995)    | Sindaci eletti dal Consiglio comunale (1946-1995) | Sindaci eletti dal Consiglio comunale (1946-1995) | Sindaci eletti dal Consiglio comunale (1946-1995) | Sindaci eletti dal Consiglio comunale (1946-1995) | Sindaci eletti dal Consiglio comunale (1946-1995) | Sindaci eletti dal Consiglio comunale (1946-1995) | Sindaci eletti dal Consiglio comunale (1946-1995) | Sindaci eletti dal Consiglio comunale (1946-1995) |
| Nominativo                                           | Nominativo                                        | Partito                                           | Partito                                           | Giunta                                            | Giunta                                            | Mandato                                           | Mandato                                           | Elezione                                          |
| Nominativo                                           | Nominativo                                        | Partito                                           | Partito                                           | Giunta                                            | Giunta                                            | Inizio                                            | Fine                                              | Elezione                                          |
| ---------------------------------------------------- | ------------------------------------------------- | ------------------------------------------------- | ------------------------------------------------- | ------------------------------------------------- | ------------------------------------------------- | ------------------------------------------------- | ------------------------------------------------- | ------------------------------------------------- |
|                                                      | Amedeo Tabanelli (1903-1952)                      |                                                   | Partito Comunista Italiano                        |                                                   | PCI                                               | 24 marzo 1946                                     | 6 dicembre 1948                                   | Elezioni 24 marzo 1946                            |
|                                                      | Veraldo Vespignani                                |                                                   | Partito Comunista Italiano                        | 6 dicembre 1948                                   | PCI                                               | 16 giugno 1951                                    |                                                   | Elezioni 24 marzo 1946                            |
|                                                      | Veraldo Vespignani                                | PCI                                               | Partito Comunista Italiano                        | 16 giugno 1951                                    | 18 giugno 1956                                    | Elezioni 27 maggio 1951                           |                                                   |                                                   |
|                                                      | Veraldo Vespignani                                | PCI                                               | Partito Comunista Italiano                        | 18 giugno 1956                                    | 9 dicembre 1960                                   | Elezioni 27 maggio 1956                           |                                                   |                                                   |
|                                                      | Veraldo Vespignani                                | PCI                                               | Partito Comunista Italiano                        | 9 dicembre 1960                                   | 28 novembre 1962                                  | Elezioni 1960                                     |                                                   |                                                   |
|                                                      | Amedeo Ruggi (1920-1971)                          | PCI                                               |                                                   | Partito Comunista Italiano                        | 28 novembre 1962                                  | Elezioni 1960                                     | 22 novembre 1964                                  |                                                   |
|                                                      | Amedeo Ruggi (1920-1971)                          | PCI                                               | 22 novembre 1964                                  | Partito Comunista Italiano                        | 7 giugno 1970                                     | Elezioni 1964                                     |                                                   |                                                   |
|                                                      | Amedeo Ruggi (1920-1971)                          | PCI                                               | 7 giugno 1970                                     | Partito Comunista Italiano                        | 30 ottobre 1971                                   | Elezioni 1970                                     |                                                   |                                                   |
|                                                      | Enrico Gualandi                                   | PCI                                               |                                                   | Partito Comunista Italiano                        | 12 novembre 1971                                  | Elezioni 1970                                     | 15 giugno 1975                                    |                                                   |
|                                                      | Enrico Gualandi                                   | PCI                                               | 15 giugno 1975                                    | Partito Comunista Italiano                        | 11 maggio 1976                                    | Elezioni 1975                                     |                                                   |                                                   |
|                                                      | Bruno Solaroli                                    | PCI                                               |                                                   | Partito Comunista Italiano                        | 11 maggio 1976                                    | Elezioni 1975                                     | 8 giugno 1980                                     |                                                   |
|                                                      | Bruno Solaroli                                    | PCI                                               | 8 giugno 1980                                     | Partito Comunista Italiano                        | 12 maggio 1985                                    | Elezioni 1980                                     |                                                   |                                                   |
|                                                      | Bruno Solaroli                                    | PCI                                               | 12 maggio 1985                                    | Partito Comunista Italiano                        | 5 maggio 1987                                     | Elezioni 1985                                     |                                                   |                                                   |
|                                                      | Marcello Grandi                                   | PCI                                               |                                                   | Partito Comunista Italiano                        | 5 maggio 1987                                     | Elezioni 1985                                     | 6 maggio 1990                                     |                                                   |
|                                                      | Marcello Grandi                                   | PDS                                               | 6 maggio 1990                                     | Partito Comunista Italiano                        | 5 ottobre 1992                                    | Elezioni 1990                                     |                                                   |                                                   |
|                                                      | Raffaello De Brasi                                | PDS                                               |                                                   | Partito Democratico della Sinistra                | 30 ottobre 1992                                   | Elezioni 1990                                     | 24 aprile 1995                                    |                                                   |
| Sindaci eletti direttamente dai cittadini (dal 1995) |                                                   |                                                   |                                                   |                                                   |                                                   |                                                   |                                                   |                                                   |
| Nominativo                                           | Nominativo                                        | Partito                                           | Partito                                           | Coalizione                                        | Coalizione                                        | Mandato                                           | Mandato                                           | Elezione                                          |
| Nominativo                                           | Nominativo                                        | Partito                                           | Partito                                           | Coalizione                                        | Coalizione                                        | Inizio                                            | Fine                                              | Elezione                                          |
|                                                      | Raffaello De Brasi                                |                                                   | Partito Democratico della Sinistra                |                                                   | PDS-PPI-PRI-PSDI                                  | 24 aprile 1995                                    | 19 giugno 1999                                    | Elezioni 1995                                     |
|                                                      | Massimo Marchignoli                               |                                                   | Democratici di Sinistra                           |                                                   | DS-PPI-Dem-SDI                                    | 19 giugno 1999                                    | 14 giugno 2004                                    | Elezioni 1999                                     |
|                                                      | Massimo Marchignoli                               | DS-DL-PRC-FdV-SDI                                 | Democratici di Sinistra                           | 14 giugno 2004                                    | 26 febbraio 2008                                  | Elezioni 2004                                     |                                                   |                                                   |
|                                                      | Matteo Piantedosi                                 | Commissario straordinario                         | Commissario straordinario                         | Commissario straordinario                         | Commissario straordinario                         | 27 febbraio 2008                                  | 18 aprile 2008                                    | -                                                 |
|                                                      | Daniele Manca                                     |                                                   | Partito Democratico                               |                                                   | PD-SA-IdV                                         | 19 aprile 2008                                    | 28 maggio 2013                                    | Elezioni 2008                                     |
|                                                      | Daniele Manca                                     | PD-Lista civica                                   | Partito Democratico                               | 28 maggio 2013                                    | 24 gennaio 2018                                   | Elezioni 2013                                     |                                                   |                                                   |
|                                                      | Adriana Cogode                                    | Commissario straordinario                         | Commissario straordinario                         | Commissario straordinario                         | Commissario straordinario                         | 25 gennaio 2018                                   | 24 giugno 2018                                    | -                                                 |
|                                                      | Manuela Sangiorgi (1972)                          |                                                   | Movimento 5 Stelle                                |                                                   | M5S                                               | 25 giugno 2018                                    | 18 novembre 2019                                  | Elezioni 2018                                     |
|                                                      | Nicola Izzo                                       | Commissario straordinario                         | Commissario straordinario                         | Commissario straordinario                         | Commissario straordinario                         | 19 novembre 2019                                  | 21 settembre 2020                                 | -                                                 |
|                                                      | Marco Panieri (1990)                              |                                                   | Partito Democratico                               |                                                   | PD-Liste civiche                                  | 22 settembre 2020                                 | in carica                                         | Elezioni 2020                                     |